# باشگاه فوتبال رادفورد

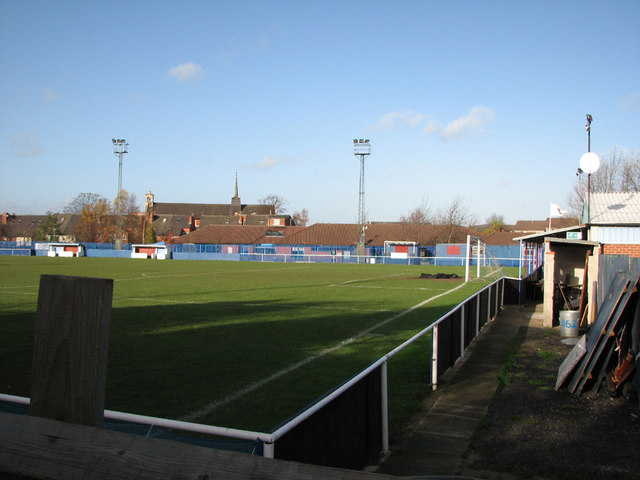
باشگاه فوتبال رادفورد

باشگاه فوتبال رادفورد (به انگلیسی: Radford Football Club) یک باشگاه فوتبال در شهر رادفورد، ناتینگهام، کشور انگلستان است که در سال ۱۹۶۴ میلادی تأسیس شده‌است.